# Capra nubiana
O íbex-da-núbia (Capra nubiana) é uma espécie de íbex que habita as montanhas da Arábia Saudita, do Egito, da Etiópia, de Israel, da Jordânia, do Líbano, de Omã, da Síria, do Sudão e do Iêmen. Esse animal pode chegar a 80 centímetros e pesar até 70 quilos.

## Descrição
A cor do íbex-da-núbia geralmente é castanho-claro, com branqueamento na barriga, sendo que os machos podem apresentar uma faixa marrom-escura nas costas. Medem em média 60 cm e pesam 50 kg. Os chifres dos machos são curvos e podem chegar a 1.2 m e os das fêmeas são retos e chegam a 35 cm. Os machos ainda apresentam barbicha.
A União Internacional para a Conservação da Natureza classificou a espécie como "vulnerável". Isto porque existem menos de 10.000 indivíduos maduros e a população está em declínio. As ameaças enfrentadas pelo animal incluem a competição com o gado por água e forragem, pressão de caça e destruição do habitat.

## Alimentação

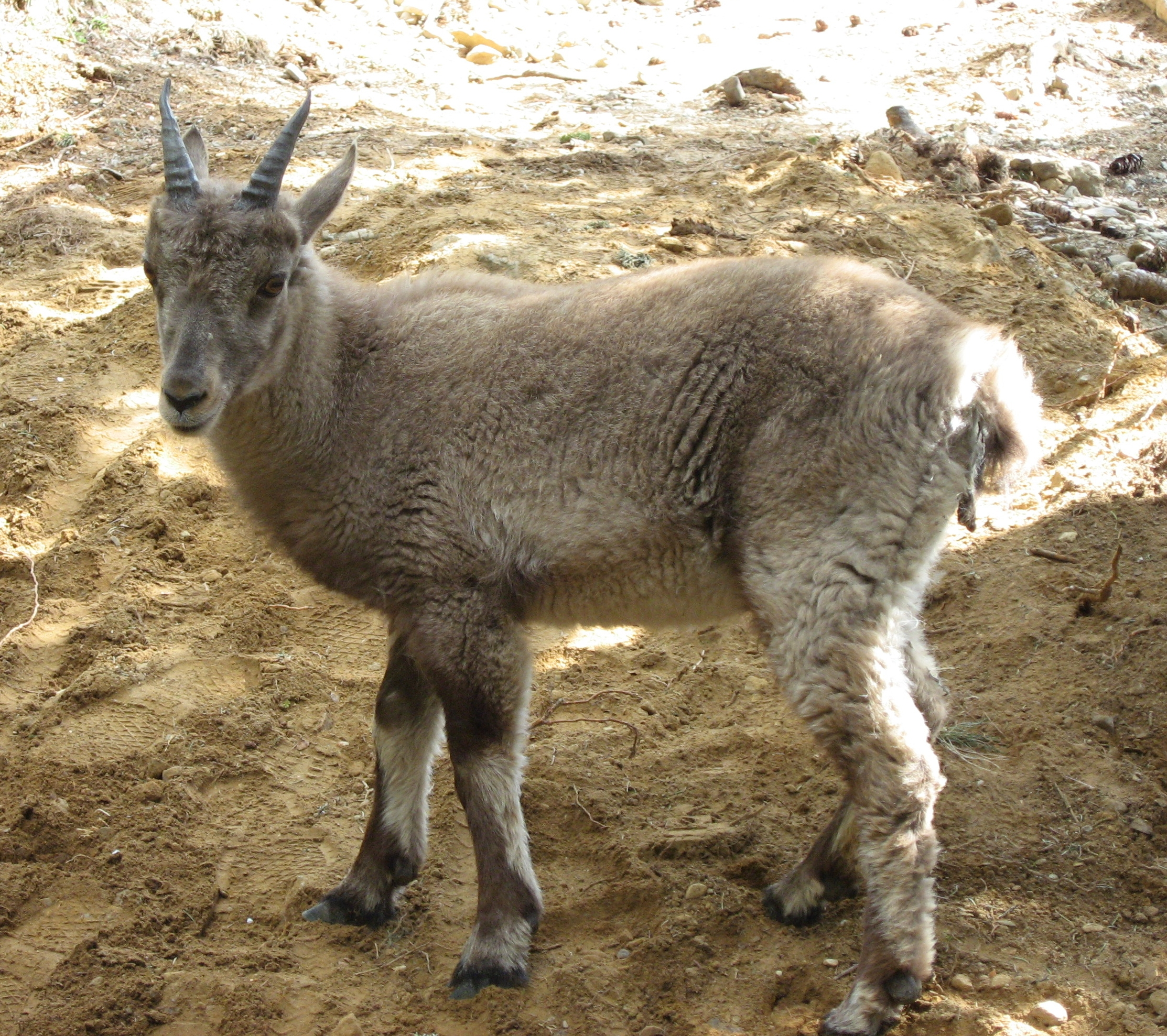
Um filhote

É composta de grama, folhas, semente e flores.

## Comportamento
Essa espécie possui hábito vespertino, devido às altas temperaturas das regiões onde vive, eles suportam 38°C, por exemplo. Quando conseguem achar árvores pelas montanhas gostam de se deitar debaixo delas. No inverno, o íbex-da-núbia procura refúgios como cavernas para se abrigar, visto que são animais que não gostam de umidade.

## Reprodução
A capra nubiana atinge a maturidade sexual aos 2 ou 3 anos de idade. Seu período de gestação é de cinco meses, tendo um ou dois filhotes por gravidez, que são desmamados com três meses de idade. Em cativeiro, eles podem viver até 18 anos, mas na natureza sua idade chega até aos 15 anos.